# روبن مونتویا
روبن مونتویا (انگلیسی: Rubén Montoya؛ زادهٔ ۱۸ ژوئن ۱۹۴۰) بازیکن فوتبال اهل آرژانتین است.
از باشگاه‌هایی که در آن بازی کرده‌است می‌توان به باشگاه فوتبال بارسلونا اشاره کرد.